# 巴羅索山脈
巴羅索山脈（西班牙語：Cordillera del Barroso），是秘魯的山脈，位於該國西南部，處於塔克納東北面約50公里，屬於安第斯山脈的一部分，最高點是海拔高度5,815米的圖圖帕卡火山。